# Почесна
Почесна (пол. Poczesna) — село в Польщі, у гміні Почесна Ченстоховського повіту Сілезького воєводства.
Населення — 775 осіб (2011).
У 1975-1998 роках село належало до Ченстоховського воєводства.

## Демографія
Демографічна структура станом на 31 березня 2011 року:
|          | Загалом | Допрацездатний вік | Працездатний вік | Постпрацездатний вік |
| -------- | ------- | ------------------ | ---------------- | -------------------- |
| Чоловіки | 371     | 64                 | 271              | 36                   |
| Жінки    | 404     | 54                 | 255              | 95                   |
| Разом    | 775     | 118                | 526              | 131                  |